# 베이비 드라이버
《베이비 드라이버》(영어: Baby Driver)는 2017년 6월 개봉한 미국, 영국의 코미디, 액션, 범죄 영화이다. 에드거 라이트가 감독과 각본을 맡았다. 2017 사우스 바이 사우스웨스트에서 전세계 최초 상영되었다.

## 출연
- 앤설 엘고트 - 베이비 / 마일스
  - 허드슨 미크 - 어린 베이비
- 케빈 스페이시 - 닥
- 릴리 제임스 - 데버라
- 에이사 곤살레스 - 달링 / 모니카 카스텔로
- 존 햄 - 버디 / 제이슨 밴혼
- 제이미 폭스 - 배츠 / 리언 제퍼슨 3세
- CJ 존스 - 조지프
- 존 번설 - 그리프
- 플리 - 코없는 에디
- 래니 준 - JD
- 클레이 도나휴 폰테넛 - 마린
- 할 화이트 사이드 - 요리사
- 스카이 페레이라 - 베이비 엄마
- 랜스 파머 - 베이비 아빠
- 비비아나 차베즈 - 웨이트리스
- 빅 보이 - 레스토랑 손님
- 윌버 피츠제럴드 - 판사
- 미카 하워드 - 바리스타
- 킬러 마이크
- 폴 윌리엄스 - 도살자
- 존 스펜서

## 같이 보기
- 하이스트 영화